# Вулиця Князя Костянтина Острозького

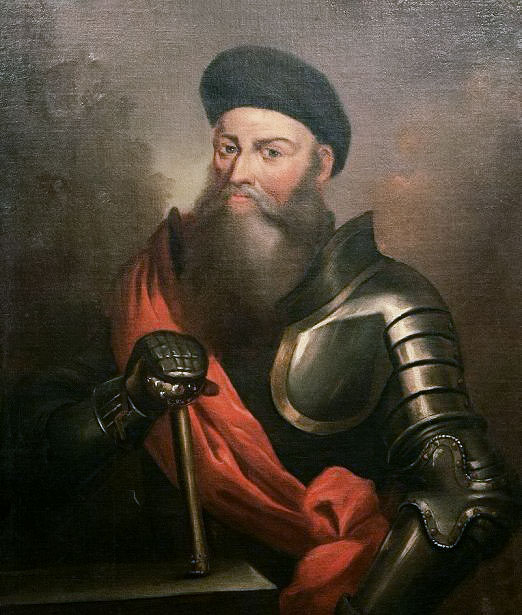
Костянтин Острозький

Вулиця Князя Костянтина Острозького — вулиця в Самарському районі міста Дніпро (місцевість Ігрень).

## Історія
У радянські часи вулиця носила назву на честь XXV партз'їзду КПРС. 2016 року Дніпровська міська рада перейменувала вулицю 25-го Партз'їзду на честь князя Костянтина Острозького.

## Перехресні вулиці
- вулиця Зоопаркова
- вулиця Князя Вітовта
- вулиця Відпочинку
- вулиця Мальовнича
- вулиця Солов'їна

Прилучаються вулиці Арктична, Євгена Сердюкова.